# Zeilen (sterrenbeeld)

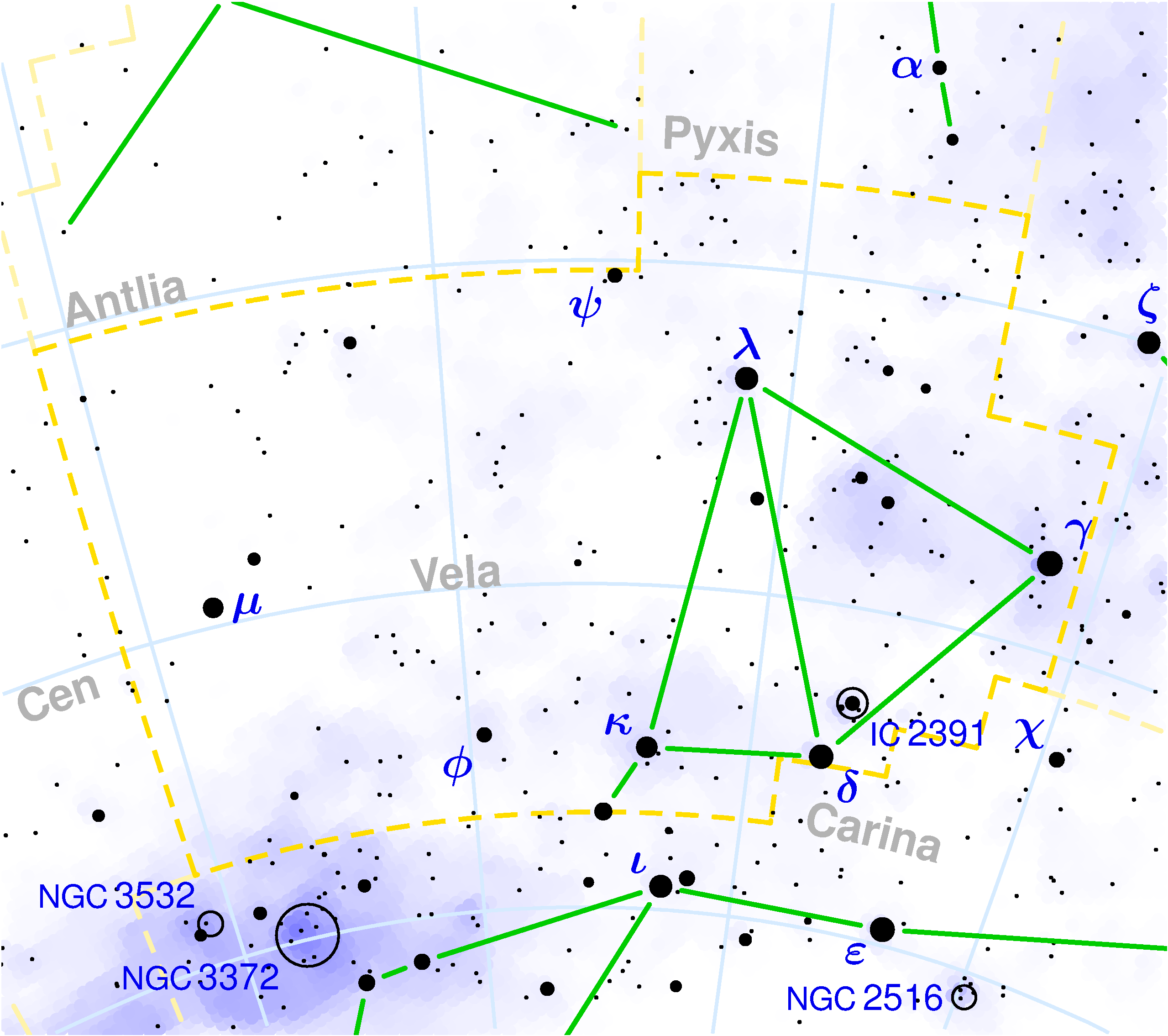
Kaart van het sterrenbeeld Zeilen.

Zeilen (Vela, afkorting Vel) is een sterrenbeeld in de Melkweg en rijk aan heldere sterren, tussen rechte klimming 8u02m en 11u24m en tussen declinatie −37° en −57°. Vanaf de breedte van de Benelux is enkel het uiterst noordwestelijke gedeelte ervan te zien, culminerend tot slechts 1 en een halve graad boven de zuidelijke horizon.
Samen met de sterrenbeelden Kiel (Carina), Achtersteven (Puppis) en Kompas (Pyxis) maakt Zeilen deel uit van het klassieke sterrenbeeld Schip Argo, wat tegenwoordig geen officieel sterrenbeeld meer is.

## Sterren
(in volgorde van afnemende helderheid)
- Suhail al Muhlif (γ, gamma Velorum)
- delta Velorum, magnitude 1,96. Rond het jaar 9240 zal door de precessie de zuidelijke hemelpool hier staan, zie ook Poolster.
- Alsuhail (λ, lambda Velorum)

## Wat is er verder te zien?
Het sterrenbeeld Zeilen wordt voor een groot deel gevuld met de Gumnevel, een emissienevel die zo groot en lichtzwak is dat hij daardoor al moeilijk waarneembaar is.

Er zijn ook de open sterrenhoop NGC 2547 en de planetaire nevel NGC 3132.

## Zichtbaarheid vanuit de Benelux
Van het gehele sterrenbeeld Zeilen kan vanuit de Benelux enkel het uiterst noordwestelijke gedeelte worden waargenomen. Dit gedeelte culmineert tot slechts 1 en een halve graad boven de zuidelijke horizon, en heeft, behalve een aantal sterren van magnitude +6 en +7, niet veel te bieden. Toch kunnen pogingen ondernomen worden om, tijdens zeer transparante atmosferische omstandigheden en ver van alle soorten kunstmatige lichtbronnen, het sterrenpaar k-1 en k-2 op 9h15m/-37°30' (2000.0) op te sporen. Dit sterrenpaar is het meest herkenbare detail van het noordwestelijke gedeelte van het sterrenbeeld Zeilen.

## Aangrenzende sterrenbeelden
(met de wijzers van de klok mee)
- Kompas (Pyxis)
- Achtersteven (Puppis)
- Kiel (Carina)
- Centaurus (Centaurus)
- Luchtpomp (Antlia)